# 15619 Albertwu
15619 Albertwu è un asteroide della fascia principale. Scoperto nel 2000, presenta un'orbita caratterizzata da un semiasse maggiore pari a 2,6368450 UA e da un'eccentricità di 0,0983921, inclinata di 2,17537° rispetto all'eclittica.